# بحر إيجة
بحر إيجة (باليونانية: Αιγαίον Πέλαγος، بالتركية: Ege Denizi)، هو خليج صغير ممتد للبحر الأبيض المتوسط بين أوروبا وآسيا. يقع بحر إيجة بين البلقان والأناضول، ويغطي مساحة تبلغ 215 ألف كيلومتر مربع (83 ألف ميل مربع). في الشمال، يتصل بحر إيجة ببحر مرمرة الذي يتصل بدوره بالبحر الأسود عبر مضيقي الدردنيل والبوسفور على التوالي. تقع الجزر الإيجية ضمن بحر إيجة، وبعضها يحيط به على حافته الجنوبية، بما في ذلك جزيرتي كريت ورودس. يصل البحر عمقًا أقصى يبلغ 3,544 (11,627) شرقي جزيرة كريت. بحر تراقية وبحر كريت هما القسمان الفرعيان لبحر إيجة.
يمكن تقسيم الجزر الإيجية إلى مجموعات عديدة من الجزر، من بينها دويكانيسيا وسيكلاديس وسبورادس والجزر السارونية والجزر الإيجية الشمالية، إضافة إلى جزر كريت والجزر المحيطة بها. تضم جزر دويكانيسيا، الواقعة في الجنوب الشرقي، جزر رودس وكوس وباتموس، وتقع وجزر ديلوس وناكسوس ضمن جزر سيكلاديس جنوبي البحر. تشكل جزيرة ليسبوس جزء من الجزر الإيجية الشمالية. تقع إيوبويا، ثاني أصغر جزيرة في اليونان، ضمن الجزر الإيجية، على الرغم من أنها تدار بصفتها جزء من إقليم وسط اليونان. تحد 9 أقاليم إدراية من أصل 12 إقليمًا في اليونان ببحر إيجة، إضافة إلى مقاطعات أدرنة وجنق قلعة وبالق أسير وإزمير وأيدين ومغلة التركية الواقعة شرقي البحر. من بين الجزر التركية العديدة الواقعة على بحر إيجة إمبروس بوزجة آضا وكوندا وفوكا.
تمتع بحر إيجة بأهمية تاريخية، لا سيما بالنسبة لحضارة اليونان القديمة، التي كانت قد استوطنت المنطقة المحيطة ببحر إيجة والجزر الإيجية. سهلت الجزر الإيجية الاتصال بين شعب المنطقة وبين أوروبا وآسيا. إلى جانب الإغريق، عاش الثراقيون على امتداد السواحل الشمالية. غزا الرومان المنطقة في ظل حكم الإمبراطورية الرومانية، ولاحقًا استخدمته الإمبراطورية البيزنطية في وجه تقدم الإمبراطورية البلغارية الأولى. أضعفت الحملة الصليبية الرابعة السيطرة البيزنطية على المنطقة، وتعرضت في نهاية المطاف لغزو من قبل الإمبراطورية العثمانية، باستثناء كريت، التي كانت مستعمرة تابعة للبندقية حتى عام 1669. أتاحت حرب الاستقلال اليونانية إقامة دولة يونانية على ساحل بحر إيجة منذ عام 1829 فصاعدًا. وامتلكت الإمبراطورية العثمانية حضورًا في البحر لما يزيد عن 500 عام إلى أن حلت محلها تركيا الحديثة.
الصخور التي تشكل قاع بحر إيجة هي من الجير بشكل رئيسي، على الرغم من أنها شهدت تغيرًا كبيرًا بسبب النشاط البركاني الذي هز الإقليم في العصور الجيولوجية الحديثة نسبيًا. وتنال الرواسب الغنية بالألوان في إقليم جزر سانتوريني وميلوس، جنوب البحر، اهتمامًا خاصًا. تشمل المدن البارزة على الساحل الإيجي أثينا وتسالونيكي وفولوس وكافالا وهيراكليون في اليونان، وإزمير بودروم في تركيا. تتنازع تركيا واليونان على قضايا عديدة تتعلق بالسيادة ضمن بحر إيجة. وقد ترك نزاع بحر إيجة أثرًا كبيرًا على العلاقات التركية اليونانية منذ السبعينيات من القرن العشرين. من بين تلك القضايا نزع حدود المياه الإقليمية والمجال الجوي ومناطق اقتصادية خالصة ومناطق معلومات الطيران.

## الاسم والاصطلاح
يشير اسم أيغايوس، الذي استخدم من قبل مؤلفين لاتينيين متأخرين، إلى أيغايوس، الذي قيل إنه قفز في ذلك البحر لإغراق نفسه (بدلًا من يرمي نفسه من قلعة أكروبوليس الأثينية، حسب رواية بعض المؤلفين الإغريق). كان أيغايوس والد ثيسيوس، الملك الأسطوري والبطل والمؤسس لأثينا. كان أيغايوس قد أخبر ثيسيسوس بأن يرفع أشرعة بيضاء عند عودته في حال نجاحه في قتل مينوتاور. عند عودته، نسي ثيسيوس هذه التعليمات، وظن أيغايوس أن ابنه قد توفي، فأغرق نفسه في البحر.
كان البحر يعرف باللغة اللاتينية باسم ماري أيغايوم في الفترة التي كان واقعًا فيها تحت سيطرة الإمبراطورية الرومانية. أشاع البندقيون، الذين حكموا العديد من الجزر الإغريقية في العصور الوسطى العليا والعصور الوسطى المتأخرة، اسم أرخيبيلاغو (الذي يعني في اللغة اليونانية «البحر الرئيسي» أو «البحر الأساس»)، وهو اسم تبنته عدة دول أوروبية حتى الحقبة الحديثة المبكرة. في اللغات السلافية الجنوبية، يسمى بحر إيجة البحر الأبيض (في اللغة البلغارية: موبي، الترجمة الرومانية عن البلغارية: بيالو موري، وفي اللغة المقدونية: موبي، الترجمة الرومانية عن المقدونية: بيالو موري، وفي اللغة الصربية الكرواتية بيلو موري). الاسم التركي للبحر هو إيجي دينيزي، الذي اشتق من الاسم اليوناني، وأدالار دينيزي التي تعني «بحر الجزر».

## الجغرافيا

### الموقع
يقع بحر إيجة بين اليونان من ناحيتي الغرب والشمال، وتركيا من ناحية الشرق، وجزيرة كريت إلى الجنوب. ويسمَّى أقصى جزء جنوبي من بحر إيجة بحر كريت. ويغطي بحر إيجة مساحة تبلغ 179,000 كم². ويبلغ طوله حوالي 640كم، وعرضه أكثر من 320 كم في أعرض جزء له. ويربط مضيق الدردنيل، الذي يقع في الشاطئ الشمالي الشرقي، بحر إيجة ببحر مرمرة.

### الجزيرة
تقع جُزُر عديدة ـ تسمَّى الأرخبيل اليوناني ـ في جميع أرجاء بحر إيجة. وتشكِّل تلك الجزر مجموعتين رئيسيتين هما السيكلادية، والسْبُورادية. وقد حققت جزر بحر إيجة الجميلة شهرة في التاريخ الإغريقي والأساطير الإغريقية. وبعض تلك الجزر براكين قديمة، مكوَّنة من الحمم، بينما يتكون بعضها الآخر من الرخام الأبيض النقي. وتتضمن الجزر الأكثر أهمية، دِلوس وإيوبوي وساموس ولِسبوس ولِمنوس وباتموس ورودس. وتشكِّل الجزر الدوديكانية جزءا من المجموعة السبورادية. وقد انتزعت إيطاليا الجزر الدوديكانية من تركيا عام 1912م إلاً أنها ضُمَّت لليونان بعد الحرب العالمية الثانية. وتشكِّل جزر الأرخبيل اليوناني مجتمعةً مساحة تبلغ حوالي 6,470 كم².

### تنقسم جزر بحر إيجه إلى سبع مجموعات
1. جزر بحر إيجه الشمالية.
2. ايوبا.
3. سپورداس الشمالية.
4. سايكلادس.
5. الجزر السارونية (أو Argo-Saronic Islands).
6. دوديكانس (أو سپورداس الجنوبية).
7. كريت.